# Colomastix tiahurae
Colomastix tiahurae is een vlokreeftensoort uit de familie van de Colomastigidae. De wetenschappelijke naam van de soort is voor het eerst geldig gepubliceerd in 1992 door Müller.